# (32730) Lamarr
(32730) Lamarr es un asteroide descubierto por Karl Wilhelm Reinmuth en Heidelberg en el 4 de septiembre de 1951. Debe su nombre a la actriz de cine e inventora austriaca, Hedy Lamarr.